# 8305 Teika
8305 Teika eller 1995 DQ1 är en asteroid i huvudbältet som upptäcktes den 22 februari 1995 av den japanska astronomen Takao Kobayashi vid Ōizumi-observatoriet. Den är uppkallad efter japanen Fujiwara-no-Teika.
Asteroiden har en diameter på ungefär 5 kilometer.